# Província de Crotona
La província de Crotona és una província que forma part de la regió de Calàbria a Itàlia. La seva capital és Crotona. Amb vistes al mar Jònic a l'est, limita al nord-oest amb la província de Cosenza, i al sud-oest amb la província de Catanzaro. Té una àrea de 1.735,68 km², i una població total de 174.722 hab. (2016). Hi ha 27 municipis a la província.